# Resolució 2187 del Consell de Seguretat de les Nacions Unides
La Resolució 2187 del Consell de Seguretat de les Nacions Unides fou adoptada per unanimitat el 25 de novembre de 2014. El Consell va ampliar el mandat de la Missió de les Nacions Unides al Sudan del Sud (UNMISS) durant sis mesos, finn el 30 de maig de 2015.
L'ambaixador del Sudan del Sud, Francis Deng, va dir que el seu govern era optimista sobre la possibilitat d'un acord de pau. Demana, com havia fet el seu president Salva Kiir Mayardit a l'Assemblea General el setembre, restablir l'enfortiment de les institucions estatals del seu país en el mandat de la UNMISS. Aquest mandat va ser canviat en maig de 2014 per centrar-se més en la protecció de la població i menys en qüestions com ara el desarmament, la reforma de l'exèrcit i la policia, la recuperació i el desenvolupament.

## Antecedents
El 2011 Sudan del Sud es va independitzar del Sudan després de diverses dècades de conflicte. A finals de 2013, però, va sorgir una crisi política entre el president Salva Kiir i l'ex vicepresident Riek Machar, que va degenerar en violència ètnica i massacres. A la fi de 2013 unes 45.000 persones havien buscat protecció en les bases de la UNMISS, i funcionaris de l'ONU també van descobrir fosses comunes.

## Contingut
Les violacions dels drets humans i les violacions del dret internacional persisteixen i van ser fortament condemnades: assassinats, violència ètnica, violació i altres formes de violència sexual, instar per ràdio a aquest tipus de violència, ús de nens soldats, desaparicions, detencions arbitràries, campanyes de terror i atacs contra escoles, llocs de culte, hospitals, instal·lacions i empreses petrolieres, treballadors humanitaris i cascs blaus comeses per grups armats i l'exèrcit. Totes les parts en conflicte eren responsables en part del patiment de la població i de la crisi humanitària cada vegada més greu. També continuaven violant l'alto el foc del gener de 2014.
El mandat de la UNMISS es va estendre al 30 de maig de 2015, consistent en protegir la població, vigilar els drets humans, permetre l'assistència humanitària i donar suport a l'aplicació de l'acord d'alto el foc. Els atacs contra la UNMISS i l'IGAD -que havien negociat l'acord- van ser condemnats. Per exemple, a l'agost de 2014, un grup no identificat va derrocar un helicòpter de les Nacions Unides i un equip de detecció IGAD va ser detingut.